# Lijst van rivieren in Botswana

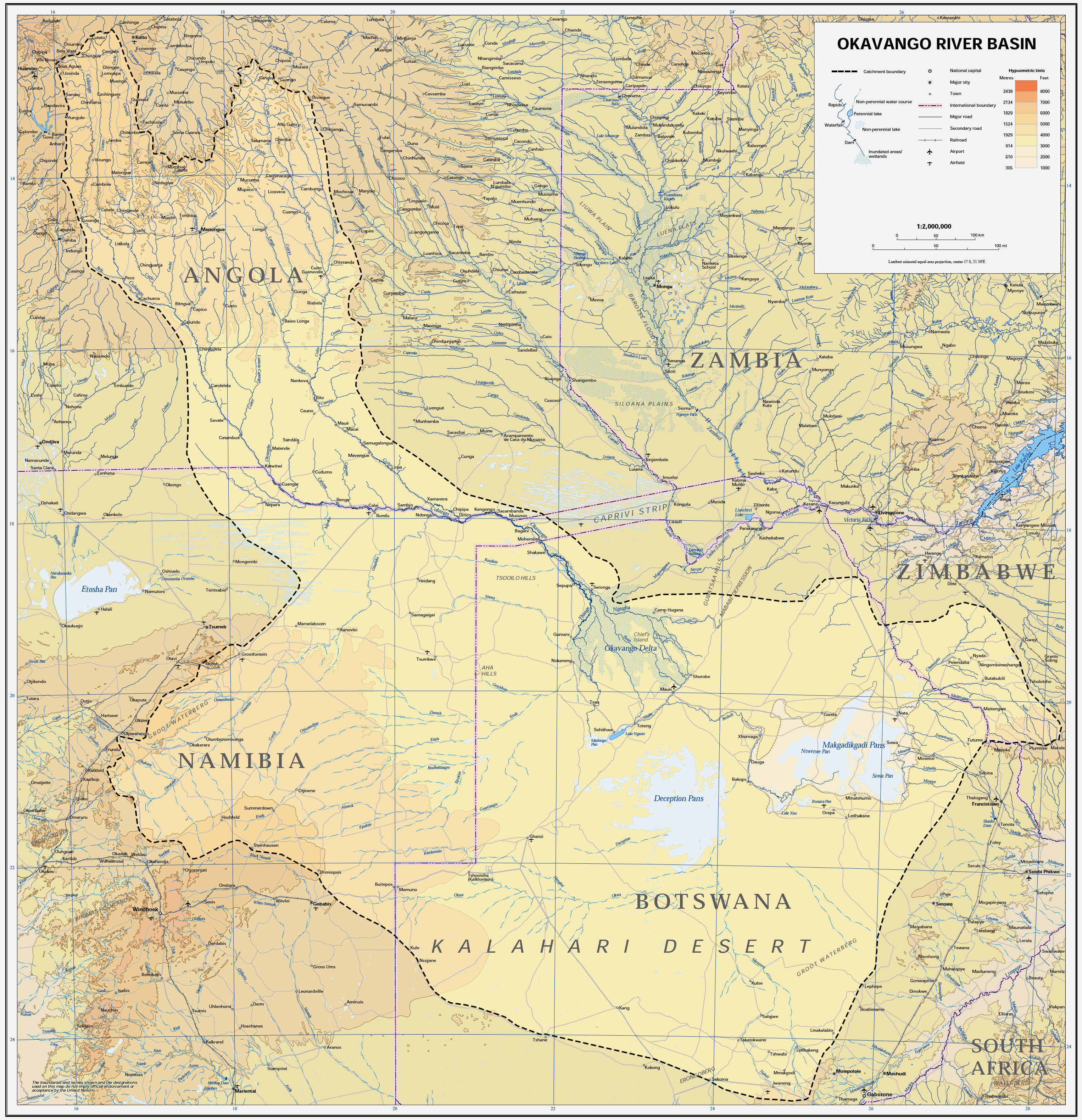
Kaart van het Okavango-stroomgebied in Botswana.

Dit is een lijst van rivieren in Botswana. De rivieren in deze lijst zijn geordend naar drainagebekken en de opeenvolgende zijrivieren zijn ingesprongen weergegeven onder de naam van elke hoofdrivier.

## Atlantische Oceaan
- Oranjerivier (Zuid-Afrika)
  - Molopo
    - Nossob
    - Moselebe

## Indische Oceaan
- Zambezi
  - Cuando (Chobe, Linyanti)
    - Makwegana (Selinda Spillway) (ontvangt de uitstroom van de Okavango bij hoogwater)
- Limpopo
  - Shashe
    - Ramokgwebana
    - Tati

  - Motloutse
  - Lotsane
  - Serorome
  - Notwane
    - Metsimotlhabe

  - Marico

## Okavangodelta
- Okavango
  - Ngamaseri
- Khwai
- Eiseb
- Xaudum

## Makgadikgadizoutvlaktes
- Boteti (stroomt uit de Okavangodelta bij hoogwater in het regenseizoen)
  - Thamalakane
- Nata
  - Tutume
- Semowane
- Mosetse
- Lepashe
- Mosope

## Kalahariwoestijn
- Okwa